# Johan Van Assche
Pour les articles homonymes, voir Van Assche.
Johan Van Assche (né le 4 janvier 1956 à Berchem-Sainte-Agathe) est un acteur et metteur en scène belge néerlandophone.

## Biographie
Johan Van Assche dirige depuis 1987 la compagnie théâtrale De Tijd et est, depuis 2001, directeur artistique au Conservatoire royal Artesis (nl), un département de l'Institut Herman Teirlinck (nl).

## Filmographie partielle
- 2004 : La Mémoire du tueur d'Erik Van Looy
- 2014 : Le Traitement (De Behandeling) de Hans Herbots

## Télévision
- 2017 : Beau Séjour
- 2021 : Le Serpent : Otto Boeder